# Uranium 232
 (mars 2014).
Si vous disposez d'ouvrages ou d'articles de référence ou si vous connaissez des sites web de qualité traitant du thème abordé ici, merci de compléter l'article en donnant les références utiles à sa vérifiabilité et en les liant à la section « Notes et références ».
table
L’uranium 232, noté 232U, est l'isotope de l'uranium dont le nombre de masse est égal à 232 : son noyau atomique compte 92 protons et 140 neutrons avec un spin 0+ pour une masse atomique de 232,037 15 g/mol. Il est caractérisé par un excès de masse de 34 609,4 ± 1,8 keV et une énergie de liaison nucléaire par nucléon de 7 611,90 keV. Il possède une demi-vie de 68,9 ans et est un sous produit du cycle du thorium.
Il a été cité comme un possible obstacle à la prolifération nucléaire utilisant 233U comme matériau fissile car l'intense radiation γ du produit de désintégration de 232U contamine 233U et le rend plus difficile à manipuler.
La production de 233U, par irradiation neutronique de 232Th, produit inévitablement de petites quantités de 232U comme impureté, du fait de réactions (n, 2n) parasites, soit sur l'uranium ainsi formé, soit sur le protactinium 233 intermédiaire :
{\displaystyle {\rm {^{232}Th\ {\xrightarrow {n,\gamma }}\ ^{233}Th\ {\xrightarrow {\beta -}}\ ^{233}Pa\ {\xrightarrow {\beta -}}\ ^{233}U\ {\xrightarrow {n,2n}}\ ^{232}U\ }}}
{\displaystyle {\rm {^{232}Th\ {\xrightarrow {n,\gamma }}\ ^{233}Th\ {\xrightarrow {\beta -}}\ ^{233}Pa\ {\xrightarrow {n,2n}}\ ^{232}Pa\ {\xrightarrow {\beta -}}\ ^{232}U\ }}}
La chaîne de désintégration de 232U amène rapidement à l'émission de 220Rn ainsi qu'à des émetteurs de radiation gamma forte, 212Pb et 208Tl :
232U (α, 68,9 ans) ;
228Th (α, 1,913 ans) ;
224Ra (α, 3,6 jours, 0,24 MeV) (à partir de ce point, la chaîne de désintégration est identique à celle de 232Th) ;
220Rn (thoron) (α, 55 s, 0,54 MeV) ;
216Po (α, 0,15 s) ;
212Pb (β−, 10,64 h, 0,58 MeV) ;
212Bi (α, 61 min, 0,78 MeV) ;
208Tl (β−, 3 min, 2,6 MeV) (rapport de branchement : 35,94 %) ;
208Pb (stable).
Ceci rend la manipulation dans une boîte à gants avec seulement une protection légère (comme c'est couramment le cas pour le plutonium) trop dangereuse (sauf potentiellement dans la courte période suivant immédiatement une séparation chimique entre l'uranium et le thorium 228, radium 224, le radon 220 et le polonium 216) et requiert à la place une manipulation à distance pour la fabrication de combustible.
La chaîne de désintégration du thorium démarre directement avec la production de deux isotopes émetteurs β fortement irradiants :
228Ra (β−, 5,75 ans, 0,055 MeV)
228Ac (β−, 6,13 h, 2,14 MeV),
mais en termes de becquerels les activités produites restent très faibles, parce que le thorium n'est lui-même que très faiblement radioactif (T1⁄2 = 14,05 × 109 années).
Le problème de la manipulation d'un combustible thorium a donc été résolu il y a de nombreuses années.
De façon inhabituelle pour un isotope de nombre de masse pair, 232U a une importante section efficace d'absorption des neutrons aussi bien pour la fission (neutrons thermiques 75 barns, intégrale de résonance 380 barns) que pour la capture neutronique (thermique 73 barns, intégrale de résonance 280 barns).